# HD94334
HD94334 — хімічно пекулярна зоря спектрального класу
A1 й має  видиму зоряну величину в смузі V приблизно  4,7.
Вона  розташована на відстані близько 266,9 світлових років від Сонця.

## Фізичні характеристики
Зоря HD94334 обертається 
порівняно повільно 
навколо своєї осі. Проєкція її екваторіальної швидкості на промінь зору становить  Vsin(i)= 47км/сек.

## Пекулярний хімічний склад
Зоряна атмосфера HD94334 має підвищений вміст 
Si
.

## Магнітне поле
Спектр даної зорі вказує на наявність магнітного поля у її зоряній атмосфері.
Напруженість повздовжної компоненти поля оціненої з аналізу
становить  127,5± 140,5 Гаус.